# 청주역
청주역(Cheongju station, 淸州驛)은 충청북도 청주시에 있는 충북선의 철도역이다. 역명이 보여주는 대표성처럼, 청주시의 철도수송을 담당하고 있으나, 충북선이 여러 차례 청주시 외곽으로 이설되면서 청주역도 상당구 북문로2가 및 우암동을 거쳐, 현재는 시 외곽에 위치하고 있다. 왕복 총 24편의 열차가 정차하나, 서울로 직결 운행하는 열차가 두 편성밖에 없고, 시가지에서 멀리 떨어져 있어 이용객은 청주시의 인구에 비해 이용객이 비교적 적은 편이다. 2011년 7월 이 역에서 관리하던 충북선 소재 10개역이 오송역의 관할로 변경되면서 관리역으로서의 역할을 내주게 되었다.

## 운행 정보
1일 상·하행 각 3편(왕복 6편)의 누리로와 1일 상·하행 각 7편(왕복 14편)의 무궁화호, 1일 상·하행 각 1편(왕복 2편)이 정차하고 있다. 대부분의 열차는 제천역과 대전역이 기·종점으로 운행되나 1일 상·하행 각 2편(왕복 4편)은 동대구역과 영주역까지 운행한다. 그리고, 1일 상·하행 각 2편(왕복 4편)만 서울역이 기·종점이므로 이외의 시간대에 서울역 및 용산역으로 가려면 오송역이나 조치원역 등지에서 환승해야 한다.

## 역사

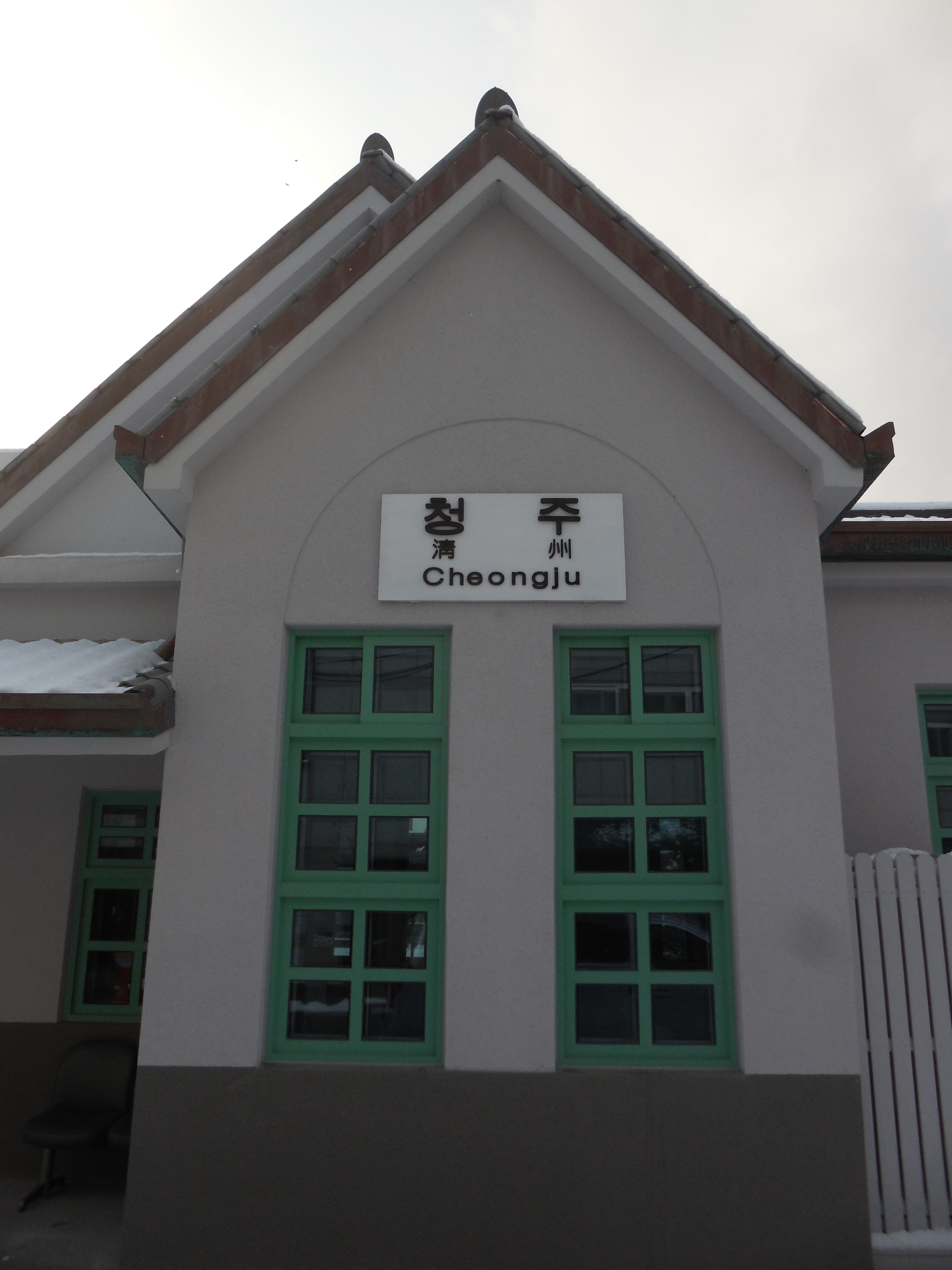
청주시청 인근에 존재하였던 최초의 청주역을 복원하였다.

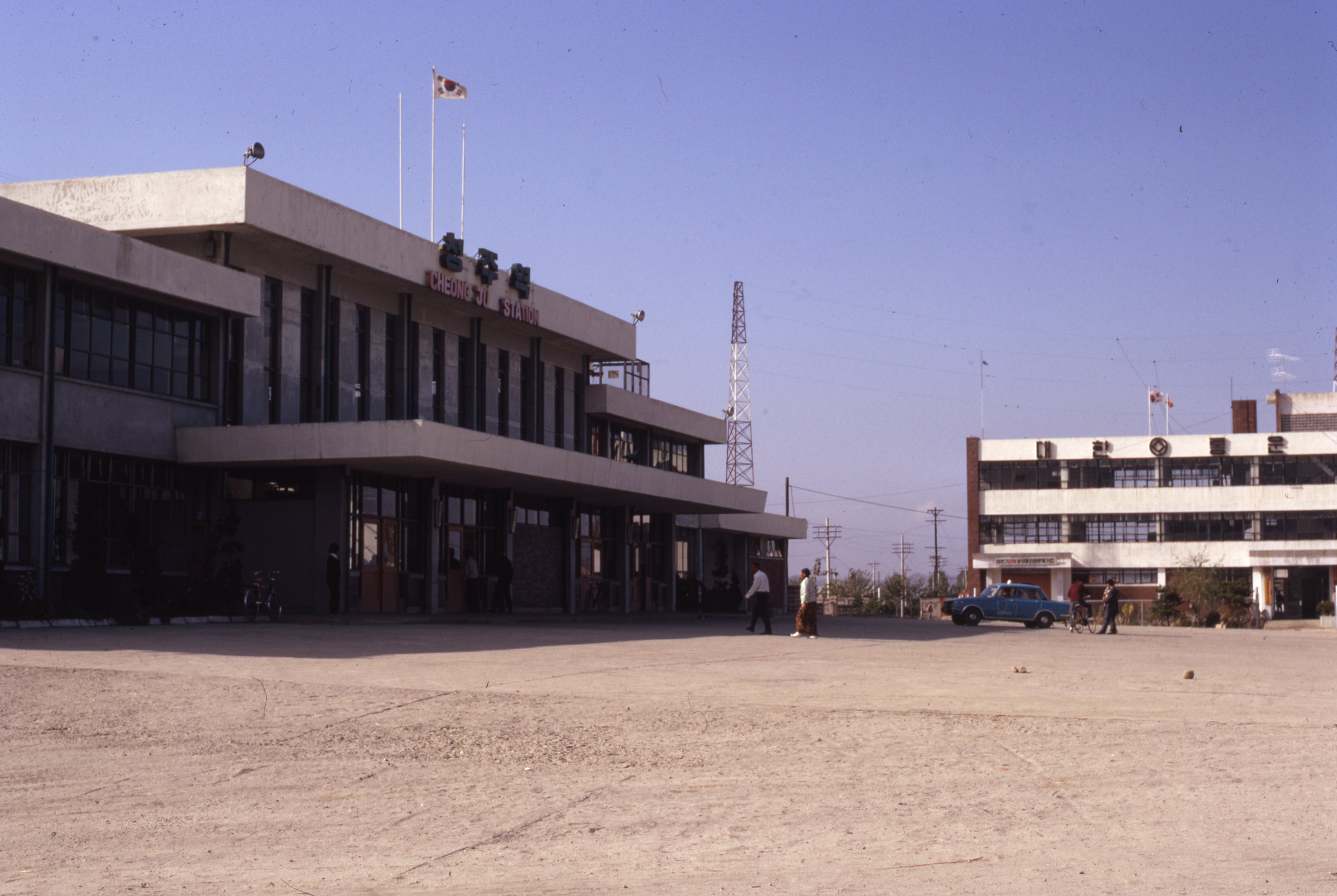
청주역 (1973년)

### 개요
청주역은 충북선 영업 초기에는 현재의 청주시청 부근에 위치하고 있어서 청주시의 중심 역으로 이용객이 많은 역이었다. 이후 1968년 청주시 내의 곡선 노선이 개선되어 북쪽으로 약 2km 정도 떨어진 우암동에 있는 구 청주문화방송 자리로 역을 이전했다. 그 후, 다시 1980년에는 충북선 복선화 공사 완공으로 정봉역과 오근장역이 직선에 가깝게 이어져 충북선이 완전히 청주시 내 외곽으로 이전해, 정봉역과 통합하여 그 자리로 이전하였다. 이로 인해 자연히 시내와의 거리도 멀어져 점점 발길을 찾는 사람들이 뜸해지게 되었다. 충북선으로 단 한 정거장 다음 역이 KTX와 연계되는 오송역이다.

### 연혁
- 1921년 11월 1일: (조선중앙철도주식회사)역으로 영업개시(청주군 청주면 본정4정목)
- 1946년 5월 1일: 사철 국유화로 국철에 편입
- 1968년 11월 8일: 충북선 청주시내 구간 이설, 우암동 261번지로 역사 이전[2]
- 1980년 10월 17일: 충북선 복선화로 도심구간이 이설되어 정봉역과 통합, 현 위치로 이전
- 2009년 11월: 역 광장에 시내버스 택시 승강장 설치[3]
- 2010년 3월 31일: 충북선 누리로 개통으로 운행 개시
- 2010년 5월 27일 ~ 2010년 6월 15일: 청주역 광장 소나무 네이밍 공모전 실시[4]
- 2011년 7월: 청주역이 관리하던 충북선 소재 10개역이 오송역에 흡수 통합되어 보통역이 됨
- 2012년 9월 17일: 누리로 운행 종료
- 2014년 5월 1일: 충북종단열차 개통으로 운행 개시
- 2015년 6월 2일: 중부내륙순환열차 운행 개시
- 2015년 12월 31일: 충북선 누리로 운행 재개
- 2016년 7월: 청주시청 인근에 구 청주역사 복원 착공[5]
- 2016년 12월 9일: 누리로 운행종료
- 2017년 12월: 구 청주역사 복원 준공[6]
- 2018년 7월 1일: 충북선 1281, 1282열차 누리로 운행 개시
- 2020년 2월 3일: 중부내륙순환열차 운행 중지
- 2020년 3월 2일: 충북선 누리로 운행 중지 및 무궁화호 전환 운행

### 승강장
| ↑ 오송      |
| １ \| ２ \| |
| 오근장 ↓    |

| 1 | 충북선 | 무궁화호 | 조치원 · 대전 · 서울 방면 |
| 2 | 충북선 | 무궁화호 | 증평 · 충주 · 제천 방면   |

## 사진

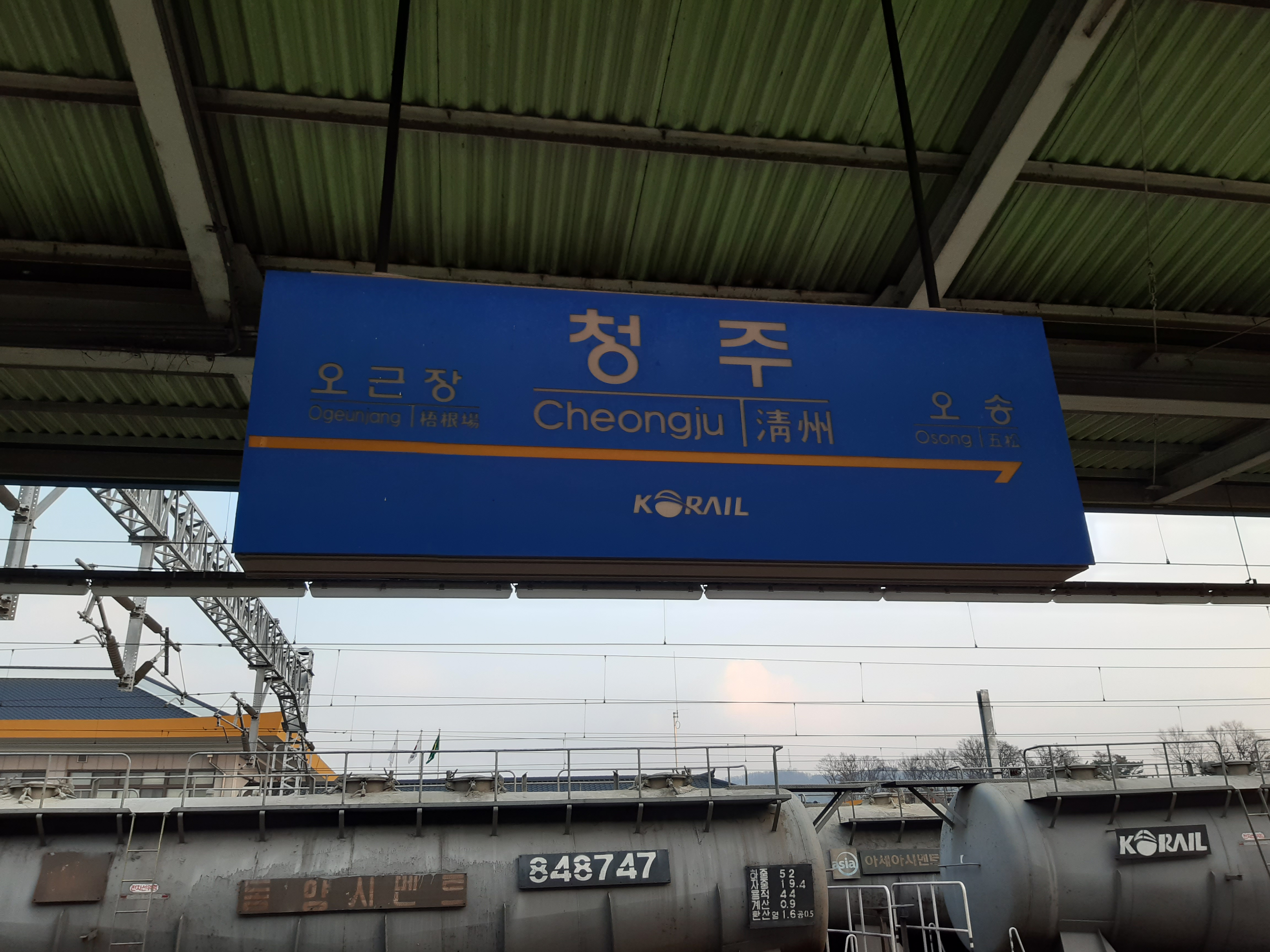
역명판 시멘트열차가 있다.
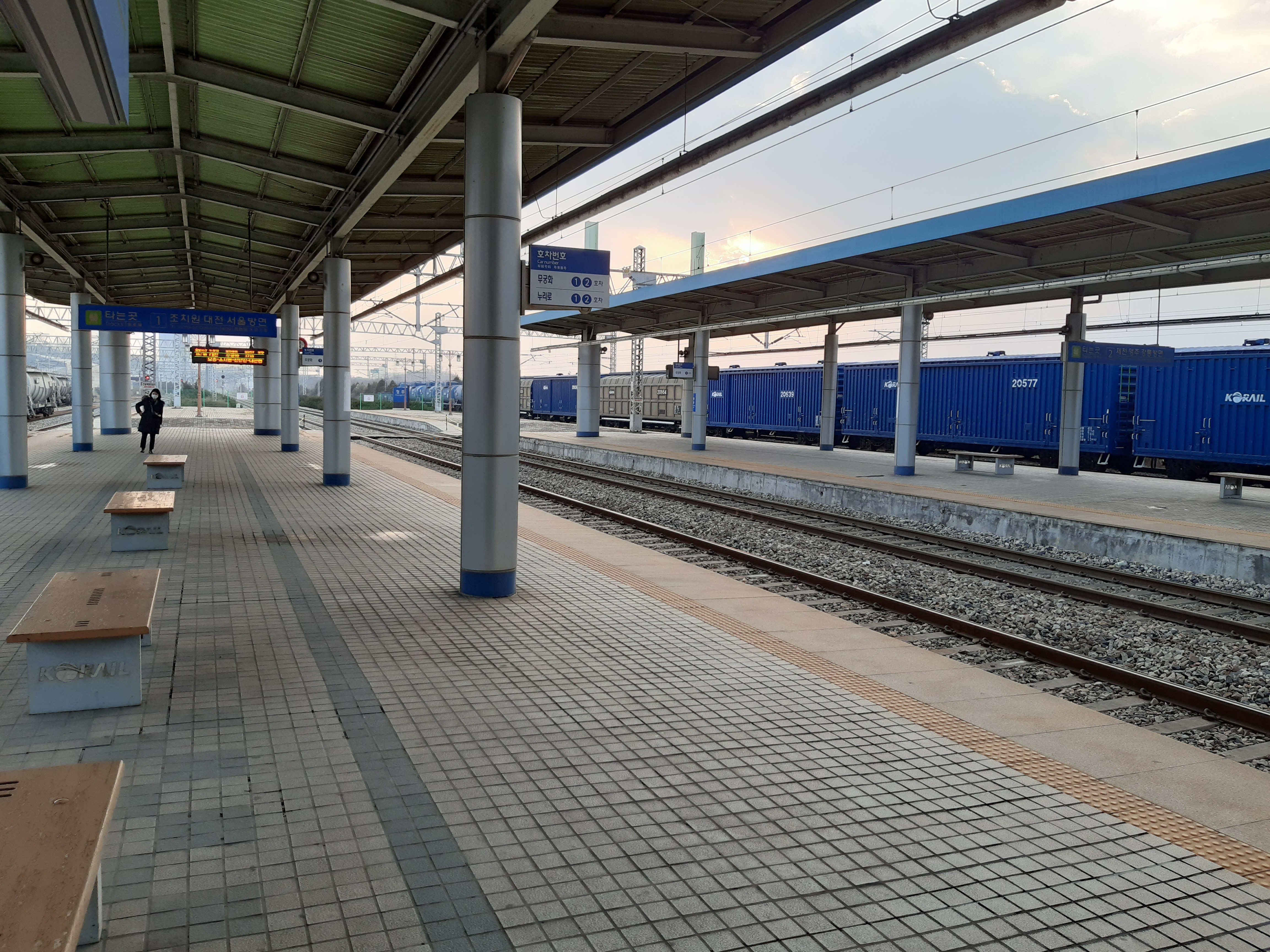
승강장

## 인접한 역
| 충북선         | 충북선        | 충북선           |
| -------------- | ------------- | ---------------- |
| 오송 대전 방면 | 무궁화 충북선 | 오근장 제천 방면 |